# 동원데어리푸드
동원데어리푸드(Dongwon DairyFood)는 동원그룹 산하 계열 유가공 생산업체였다.

## 개요
1963년 12월 (주)대한식품공사로 유가공사업을 시작하여, 1973년 해태그룹에서 인수되었고, 1974년 해태유업으로 상호명을 변경하였다. 1989년 해태그룹에서 분리되어 독립회사로 거듭났으며 1992년에는 밀코유통, 1997년에는 HK텔레콤을 법인설립하였다. 1997년 해태그룹의 부도로 인하여, 해태유업은 독립회사였음에도 불구하고, 많은 사람들이 해태그룹 계열사인 줄 아는 바람에 회사사정이 어렵게 되었으며, 결국 부도가 났다. 1999년 3월 화의인가가 결정되었고, 같은 해 11월 법정관리를 신청하여 본격적인 경영정상화를 위해 노력하여 왔으나 2004년 6월 상장폐지되었고, 회사사정은 더욱 더 안 좋아졌다. 2006년 2월 매물로 나와, 같은해 9월 동원그룹에 인수되었으며, 2007년 5월 1일 해당 상호로 변경되었으며, 8월 디엠푸드(덴마크우유)와 합병하였다. 2014년 3월 6일 주식회사 동원에프앤비와 합병으로 해산하였다.

## 사건
- 2011년 6월 24일 한국의 공정거래위원회는 동원데어리푸드가 판매하고 있는 치즈 상품의 가격을 매일유업, 남양유업, 서울우유 등과 함께 담합하여 인상한 것에 대해 시정 명령을 내리고, 13억 100만원의 과징금을 부과하였다. 담합 내용은 2007년 7월 치즈업체 직원간 모임인 유정회에서 업소용 피자치즈 가격 인상에 합의하고, 1차로 각각 11~18%씩 가격을 인상하였으며, 같은해 9월부터 이듬해인 2008년 3월까지 또 다시 10-19%를 인상한 것과 2007년 9월 소매용 가공치즈, 피자치즈, 업소용 가공치즈 등의 가격에 대하여서도 공동 인상키로 합의하고, 그해 10월부터 2008년 6월까지 시차를 두고 이를 실행에 옮기었다. 2008년 8월에도 소매, 업소용 가공 치즈, 피자치즈 등 가격을 15~20%씩 인상에 합의한 뒤 약간의 시차를 두어가며 가격을 인상한 것이다.[1]

## 연혁
- 1963.12 (주)대한식품공사로 설립
- 1968.12 수원공장 준공
- 1971.04 미국 Beatrice社와 한미합작 및 기술 도입 계약
- 1972.09 상호명을 (주)대한식품공사에서 메드골드코리아로 변경
- 1974.01 상호명을 메드골드코리아에서 해태유업(주)으로 변경
- 1976.08 수원 제2공장 준공 및 요구르트 배가증설 완료
- 1982.04 관계회사 HAITAI AUSTRALIA P.T.Y. 설립
- 1982.05 수원 제3공장(멸균유 공장) 준공
- 1984.03 기술연구소 설립(R&D)
- 1984.12 수원 제4공장(분무공장) 준공
- 1986.05 강진공장 준공
- 1987.09 콜드체인시스템 100%완비
- 1989.04 해태그룹에서 계열분리
- 1989.05 영남공장 준공[2]
- 1990.02 스위스 EMM社 dhk 요러브(호상요구르트) 기술 도입
- 1990.04 수원 제5공장(요러브공장) 준공
- 1990.07 일본 보행수산㈜와 치즈 제조기술 도입
- 1992.01 밀코유통(주) 법인설립
- 1997.09 HK텔레콤 주식회사 법인설립
- 1998.10 해태유업 부도
- 1999.03 화의인가 신청
- 1999.11 법정관리 신청
- 2000.07 롯데햄-롯데우유에 영남공장 매각[3]
- 2004.06 상장폐지
- 2006.09 동원그룹 인수
- 2007.05 상호명을 해태유업에서 동원데어리푸드로 변경
- 2007.08 (주)디엠푸드[덴마크우유]와 합병
- 2008.08 HD공법 특허출원 등록(특허번호: 10-0849654)
- 2009.10 국내 최초 100mL 우유를 생산
- 2014.03 주식회사 동원에프앤비와 합병으로 해산.

## 생산 제품
- 쿨피스
- 요러브
- 새코미